# Bataille de Dunkwa
Troisième guerre anglo-ashantie
La bataille de Dunkwa est livrée les 8 et 14 avril 1873 au Ghana pendant la troisième guerre anglo-ashantie. Les Ashantis qui marchent vers la côte affrontent et vainquent une armée coalisée en territoire Assin.
Les Ashantis commandés par Amankwa Dia et renforcés par le contingent d'Edu Baffuo attaquent le 8 les positions des Britanniques et de leurs alliés mais sont repoussés. Le 14, ils renouvellent leur assaut mais ne parviennent toujours pas à briser la résistance de leurs adversaires. Amankwa Dia s'apprête à ordonner la retraite lorsqu'il constate avec stupeur que l'armée adverse quitte le terrain et reflue en désordre vers la côte. Trop épuisés, les Ashantis renoncent à poursuivre les fuyards.

## Sources
- (en) Daniel Miles McFarland, Historical dictionary of Ghana, Metuchen, N.J, Scarecrow Press, coll. « African historical dictionaries » (no 39), 1985, 296 p. (ISBN 978-0-8108-1761-6)
- (en) Francis Fuller, A vanished dynasty : Ashanti, Londres, Cass, coll. « library of African studies » (no 78), 1968, 2e éd., 241 p. (ISBN 978-0-7146-1663-6, lire en ligne)